# Нойкален
Нойкален (нім. Neukalen) — місто в Німеччині, розташоване в землі Мекленбург-Передня Померанія. Входить до складу району Мекленбургіше-Зенплатте. Складова частина об'єднання громад Мальхін-ам-Куммеровер-Зе.
Площа — 46,84 км2. Населення становить 1747 ос. (станом на 31 грудня 2020).

## Історія
2 січня 1762 під час Семирічної війни поряд із селищем відбулася битва між шведськими і прусськими військами.